# Simulium makartshenkovi
Simulium makartshenkovi är en tvåvingeart som beskrevs av Bodrova 1987. Simulium makartshenkovi ingår i släktet Simulium och familjen knott. Inga underarter finns listade i Catalogue of Life.